# Rów Timorski
Rów Timorski – rów oceaniczny znajdujący się na morzu Timor o głębokości 3310 m. Temperatura wód powierzchniowych wynosi 23–29 °C. Zasolenie waha się w granicach 34,5–34,7‰.